# Jan Barbarič
Jan Barbarič (Capodistria, 30 settembre 1995) è un ex cestista sloveno.

## Palmarès
- Campionato sloveno: 2

Union Olimpija: 2016-17, 2017-18
- Coppa di Slovenia: 1

Union Olimpija: 2017